# 리틀 데이비드

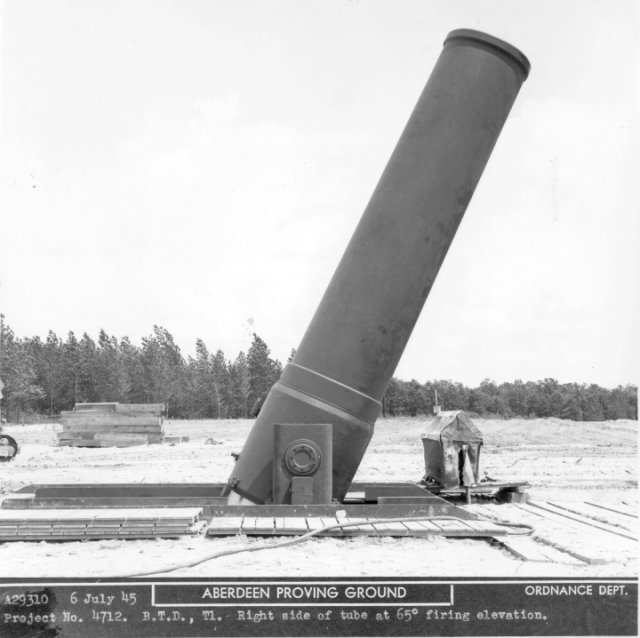
리틀 데이비드

리틀 데이비드(Little David)는 제2차 세계 대전 중 발사실험을 할 때 사용되던 미국의 36인치 구경의 박격포이다. 전쟁 말기가 되면서 일본 침공시 강력한 저항에 부딪힐거라고 예상되자, 공성 박격포로 사용되기 위해서 개조된다. 그러나 일본이 무조건 항복을 했기에, 침공은 불필요해졌고, 리틀 데이비드도 전투에 사용되지 못했다. 현대에 이르러서도, 리틀 데이비드는 80 cm의 구경을 지닌 슈베러 구스타프 열차포를 제치고 세계 최대 구경의 박격포의 자리를 지키고 있다. 이 박격포는 2대의 포 견인차량이나 열차에 실려 운반되었다. 사정거리와 명중률에 제한이 있기에, 일부 사람들은 과연 효용이 있는가 의문을 갖고 있다.

## 추가 정보
- globalsecurity.org - 36-inch Little David